# Harsh Narain
Pour les articles homonymes, voir Narain.
 (août 2015).
Si vous disposez d'ouvrages ou d'articles de référence ou si vous connaissez des sites web de qualité traitant du thème abordé ici, merci de compléter l'article en donnant les références utiles à sa vérifiabilité et en les liant à la section « Notes et références ».
Harsh Narain (23 avril 1921 - 1995) est un écrivain indien.

## Biographie
Il a un doctorat de l'Université intégrale de Lucknow, et a été professeur à l'Université hindoue de Bénarès et l'Université musulmane d'Aligarh,.
Il parle sanscrit, pali, persan, arabe, anglais, hindi et ourdou.
Il a écrit sur des sujets religieux (bouddhisme, islam, Vedanta), ou des personnages historiques (Bertrand Russell, Mahatma Gandhi, Muhammad Iqbal).

## Ouvrages
- Evolution of the Nyāya-Vaiśeşka categoriology
- The mādhyamika mind
- Facets of Indian religio-philosophic identity
- Pramāṇakārikāḥ
- Evolution of dialectic in western thought
- Jizyah and the spread of Islam
- The Ayodhya Temple Mosque Dispute: Focus on Muslim Sources (1993)
- Myths of Composite Culture and Equality of Religions (OCLC 25834556)
- Śūnyavāda: A Reinterpretation
- Finding an English Equivalent for "Guṇa"